# دانتومادیل
دانتومادیل (به هلندی: Dantumadeel) یک منطقهٔ مسکونی در هلند است که در فریسلاند واقع شده‌است. دانتومادیل ۲ متر بالاتر از سطح دریا واقع شده‌است.

## نگارخانه

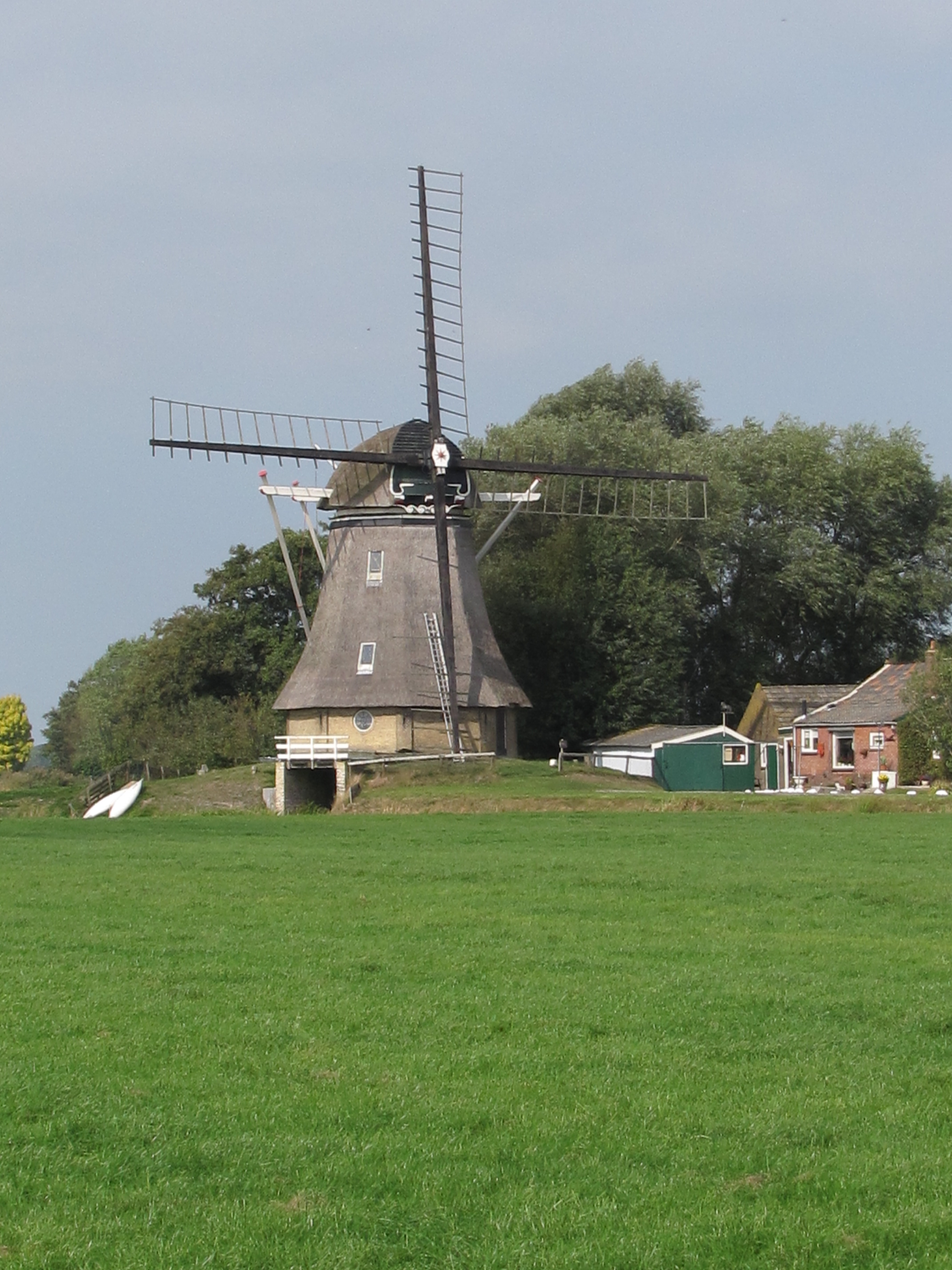
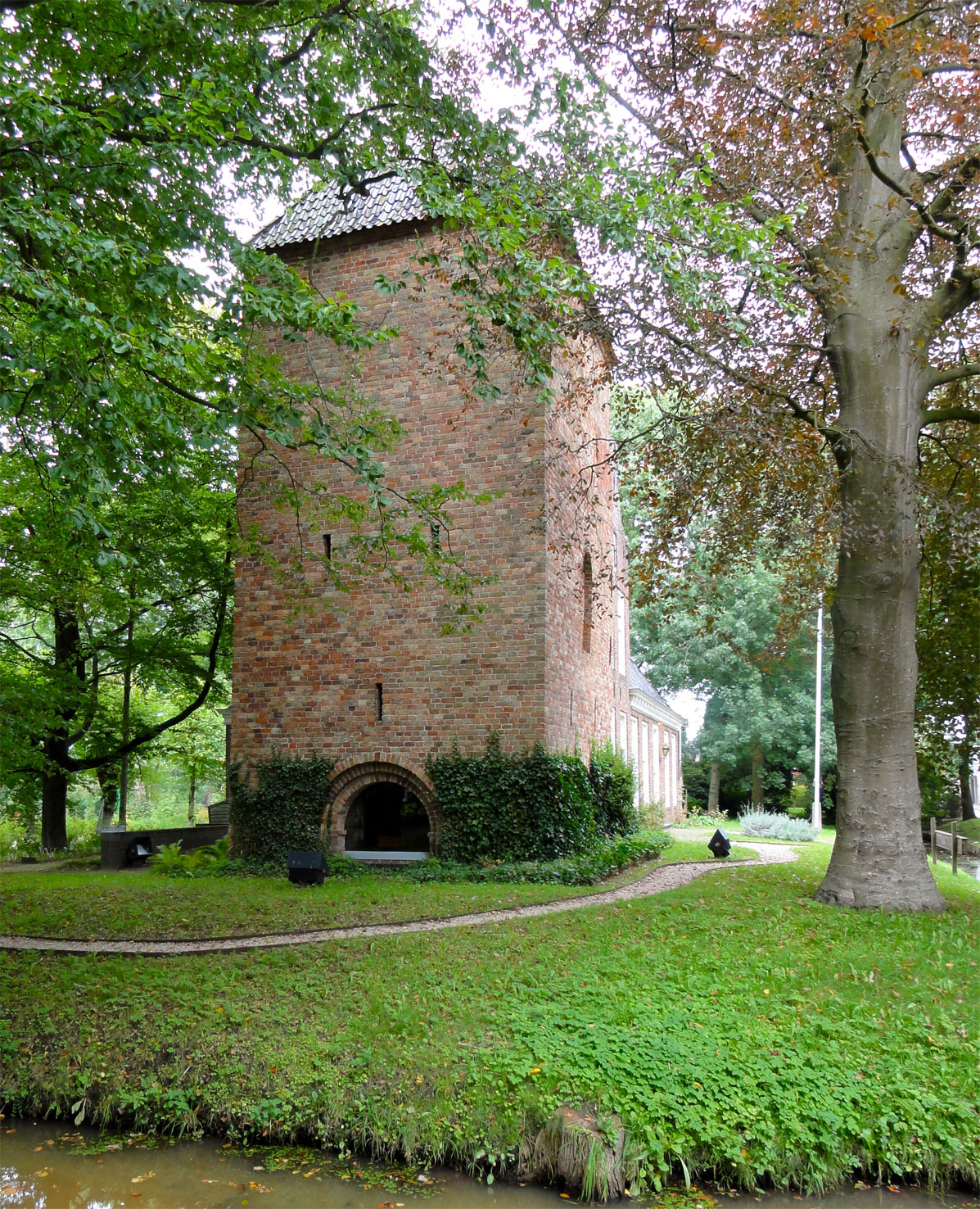